# Hormisa litophora
Hormisa litophora är en fjärilsart som beskrevs av Augustus Radcliffe Grote 1873. Hormisa litophora ingår i släktet Hormisa och familjen nattflyn. Inga underarter finns listade i Catalogue of Life.